# David Hand
David Hand (Plainfield, 23 de janeiro de 1900 - San Luis Obispo, 11 de outubro de 1986) foi um diretor de cinema estadunidense.

## Filmografia
- Mickey Mouse Disco (1980)
- Bambi (1942)
- The Whalers (1938)
- Snow White and the Seven Dwarfs (1937)
- Little Hiawatha (1937)
- Magician Mickey (1937)
- More Kittens (1936)
- Mother Pluto (1936)
- Mickey's Elephant (1936)
- Three Blind Mouseketeers (1936)
- Thru the Mirror (1936)
- Alpine Climbers (1936)
- Three Little Wolves (1936)
- Mickey's Polo Team (1936)
- Three Orphan Kittens (1935)
- Pluto's Judgement Day (1935)
- Who Killed Cock Robin? (1935)
- Mickey's Kangaroo (1935)
- The Robber Kitten (1935)
- Mickey's Man Friday (1935)
- The Dognapper (1934)
- The Flying Mouse (1934)
- Mickey's Steamroller (1934)
- Camping Out (1934)
- Old King Cole (1933)
- The Mail Pilot (1933)
- Birds in the Spring (1933)
- The Mad Doctor (1933)
- Building a Building (1933)
- Trader Mickey (1932)
- The Tail of the Monkey (1926)
- The Cat's Nine Lives (1926)

## Animador
- Victory Through Air Power (1943)
- The Wayward Canary (1932)
- Bugs in Love (1932)
- The Whoopee Party (1932)
- King Neptune (1932)
- Trader Mickey (1932)
- Mickey's Nightmare (1932)
- Flowers and Trees (1932)
- Just Dogs (1932)
- Mickey in Arabia (1932)
- The Bears and Bees (1932)
- The Mad Dog (1932)
- The Grocery Boy (1932)
- The Duck Hunt (1932)
- The Bird Store (1932)
- The Ugly Duckling (1931)
- Mickey's Orphans (1931)
- Mickey Cuts Up (1931)
- The Beach Party (1931)
- The Fox Hunt (1931)
- The Barnyard Broadcast (1931)
- Fishin' Around (1931)
- Egyptian Melodies (1931)
- The Cat's Out (1931)
- Mickey Steps Out (1931)
- The Delivery Boy (1931)
- The China Plate (1931)
- The Moose Hunt (1931)
- Mother Goose Melodies (1931)
- The Castaway (1931)
- Traffic Troubles (1931)
- Birds of a Feather (1931)
- The Birthday Party (1931)
- Playful Pan (1930)
- Pioneer Days (1930)
- Winter (1930)
- The Picnic (1930)
- The Gorilla Mystery (1930)
- The Chain Gang (1930)
- Monkey Melodies (1930)
- Midnight in a Toy Shop (1930)
- The Fire Fighters (1930)
- Out of the Inkwell (1919)
- Out of the Inkwell (1919)